# 杨岐山

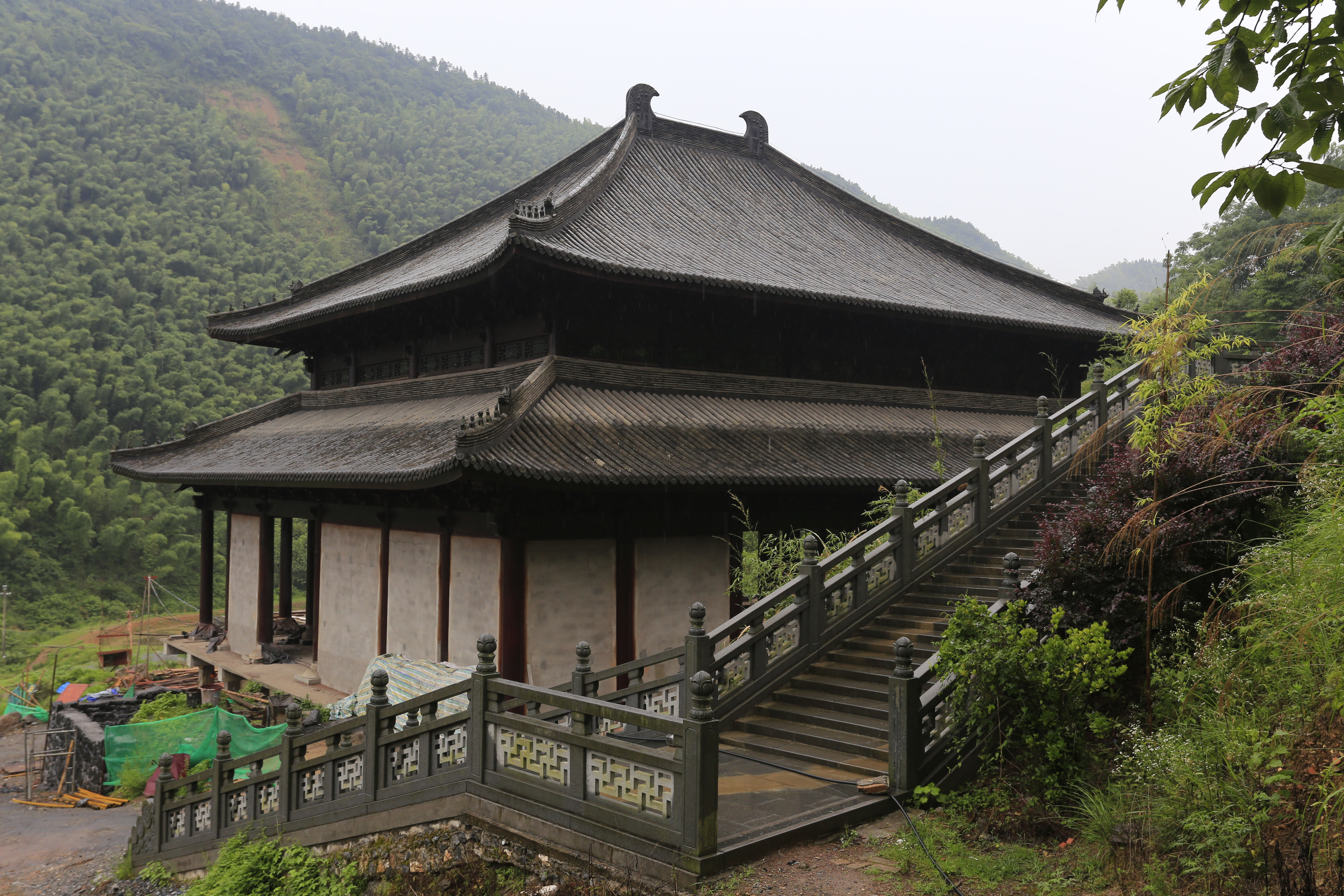
普通寺大殿

杨岐山位于江西省萍乡市上栗县杨岐境内，离城区20余公里，海拔约1000米，风景秀丽，气候宜人，是一个融合自然风光与宗教人文景观于一体的国家级风景名胜区。

## 历史
杨岐山古稱漉山，翁陵山，杨岐山名称由来已无从考证，传战国时著名哲学家杨为路经此地，山路多岐，迷失方向，凄怆泪下，后人遂以此取名为杨岐山。杨岐山是中国宗教名山，佛教禅宗五家七宗中杨岐宗之本山祖庭，始建于唐开元年间（713年），祖师乘广禅师开山立广利禅寺。北宋庆历初年（1041年）方会禅师在此创杨岐宗，并改称其为普通寺，杨岐宗在中国佛教中享有着崇高的地位，并有着深远的深远的影响，其影响甚至远播日本，至今仍有日本宗教友人前来寻根问祖。

## 杨岐山景点
杨岐寺，唐碑，唐塔，唐柏，狮子口，寒婆岩，千丘田，子午泉，方竹林，观音崖，金瓶晒果，猴子扒石等。